# Георги Чукалов
Георги Чукалов е български професионален футболист, който играе като ляво крило за Спартак (Варна), под наем от Лудогорец (Разград).

## Кариера
Започва своята кариера в Локомотив (Пловдив). Той става “Футболист на годината” на “Лаута” в раздел “Детско-юношески футбол” през 2014 г. Прави своя официален дебют срещу Марек (Дупница) в мач от Първа лига изигран на 17 май 2015 г. През 2017 подписва с Локомотив (Горна Оряховица), където играе до 2018 и след това се присъединява към 
Арда. През 2019 г. преминава в Поморие, където играе до разпадането на отбора. От 2020 г. е собственост на Лудогорец (Разград) като играе главно за дубъла на клуба. В началото на 2022 г. е преотстъпен на Спартак (Варна). 